# Akodon molinae
Akodon molinae е малък южноамерикански гризач от семейство Хомякови.

## Разпространение
Видът е разпространен единствено в централна и южна Аржентина в района от провинциите Мендоса на запад и Буенос Айрес на изток до Чубут на юг. Обитава храсталаци и открити пространства с преобладаваща растителност от Larrea divaricata и Larrea cuneifolia както и пасища и скални полета до 500 метра надморска височина. Макар че видът е незастрашен изпасването на растенията в местообитанията му от добитъка намалява числеността му.